# رأی‌گیری نخست‌گزینی

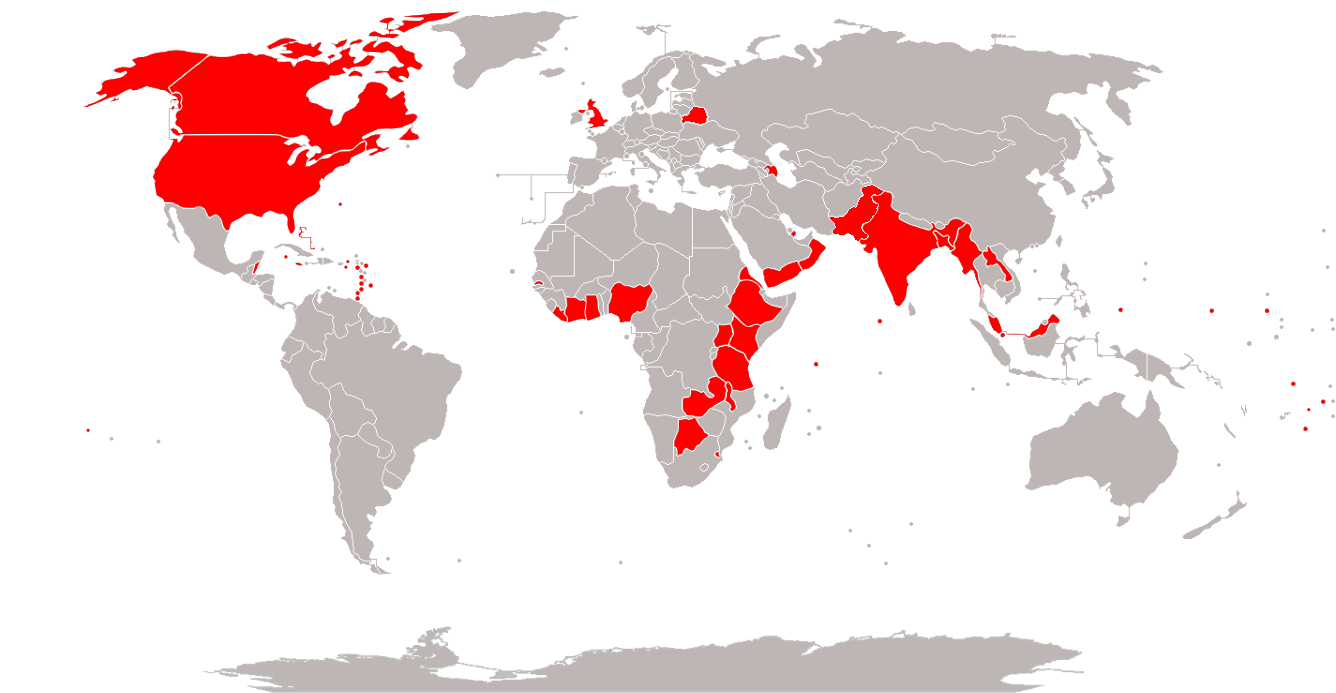
کشورهای استفاده‌کننده

رأی‌گیری نخست‌گزینی یا نخست‌نفری (به انگلیسی: first-past-the-post voting) یا همه مال برنده (به انگلیسی: winner-takes-all) نوعی روش رأی‌گیری است که نامزد حائز آرای بیشتر، حتی اگر اکثریت مطلق آرا را کسب نکرده باشد، برندهٔ انتخابات خواهد شد. تصاحب همهٔ نمایندگی (پیروزی مطلق)، از ویژگی‌های معمول ولی نه عمومیِ نظام‌های انتخاباتی با حوزه‌های انتخابیهٔ تک‌نماینده است (برخلاف نمایندگی تناسبی). این روش در نزدیک به یک چهارم جهان متداول است. آمریکا، بریتانیا، کانادا، پاکستان و هند از این شیوه به صورت گسترده استفاده می‌کنند.
این روش رایج‌ترین روش برای انتخاب یک نامزد است. هر رأی‌دهنده یک رأی به یک نامزد می‌دهد و نامزدی که بیشترین آرا را کسب کرده باشد برنده خواهد شد.
اگر سه نامزد به نام‌های علی و حسن و محمد وجود داشته باشند و علی ۴۰ درصد آرا را کسب کرده باشد و حسن و محمد هر کدام ۳۰ درصد آرا را، علی برنده خواهد بود.
مهم‌ترین ایراد این روش این است که ممکن است برنده نزد اکثریت رأی‌دهندگان نامحبوب (و چه بسا منفور) باشد. مثلاً ممکن است در مثال بالا همهٔ رأی‌دهندگان به حسن و محمد بر این باور باشند که حسن و محمد، جفتشان از علی شایسته‌ترند. اما روش نخست‌گزینی نامزدی را برگزیده که اکثریت معتقدند بدترین گزینه بوده است. هرچه تعداد نامزدها بیشتر شود (حتی در حد ۴ یا ۵ نامزد) مشکل بالا به صورت ملموس‌تر و حادتر احساس می‌شود، و رأی‌دهندگان حس می‌کنند که این روش نامزد اشتباهی را برگزیده است. این روش معیارهای برنده کندورسه و بازنده کندورسه را برآورده نمی‌کند.